# Eduard Iszaakovics Sklovszkij
Eduard Iszaakovics Sklovszkij (oroszul: Эдуард Исаакович Шкловський) (Moszkva, 1933. október 31. –) szovjet nemzetközi labdarúgó-játékvezető. A polgári életben tudományos kutatással foglalkozik.

## Pályafutása
Játékvezetésből 1960-as években Moszkvában vizsgázott. A FFUSSR Játékvezető Bizottságának (JB) minősítésével 1974-től a Viszsaja liga játékvezetője. Küldési gyakorlat szerint rendszeres partbírói szolgálatot is végzett. A nemzeti játékvezetéstől 1982-ben visszavonult. Viszsaja liga mérkőzéseinek száma: 85.
A Szovjet labdarúgó-szövetség JB terjesztette fel nemzetközi játékvezetőnek, a Nemzetközi Labdarúgó-szövetség (FIFA) 1977-től tartotta nyilván bírói keretében. Több nemzetek közötti válogatott (Labdarúgó-világbajnokság), valamint UEFA-kupa és  Bajnokcsapatok Európa-kupája klubmérkőzést vezetett, vagy működő társának partbíróként segített. A  nemzetközi játékvezetéstől 1981-ben búcsúzott. Európában a legtöbb válogatott mérkőzést vezetők rangsorában többed magával, 2 (1980. szeptember 24.– 1981. június 17.) találkozóval tartják nyilván.
Az 1982-es labdarúgó-világbajnokságon a FIFA JB játékvezetőként alkalmazta. Selejtező mérkőzéseket az UEFA zónában irányított. 
| Időpont             | Helyszín               | Mérkőzés típusa           | Mérkőzés       | Eredmény | Nézők száma |
| ------------------- | ---------------------- | ------------------------- | -------------- | -------- | ----------- |
| 2015. szeptember 8. | Ullevaal Stadion, Oslo | előselejtező (4. csoport) | Norvégia–Svájc | 1 – 1    | 18 022      |

1975–1976 között, 1978-ban és 1980-ban az Év legjobb 10 játékvezetője között jegyezték. 1989-től a szovjet JB elnöke.

## Külső hivatkozások
- Eduard Sklovszkij. worldreferee.com. [2016. augusztus 9-i dátummal az eredetiből archiválva]. (Hozzáférés: 2016. április 24.)
- Eduard Sklovszkij. eu-football.info. (Hozzáférés: 2016. április 24.)
- Eduard Sklovszkij. fifa.com. [2015. szeptember 5-i dátummal az eredetiből archiválva]. (Hozzáférés: 2016. április 24.)